# Amerila caudipennis
Amerila caudipennis är en fjärilsart som beskrevs av Walker 1864. Amerila caudipennis ingår i släktet Amerila och familjen björnspinnare. Inga underarter finns listade i Catalogue of Life.